# Easky
Easky (iriska: Iascaigh) är en ort i republiken Irland.   Den ligger i grevskapet Sligo och provinsen Connacht, i den norra delen av landet, 210 km nordväst om huvudstaden Dublin. Easky ligger 10 meter över havet och antalet invånare är 245.
Terrängen runt Easky är platt. Havet är nära Easky norrut.Runt Easky är det glesbefolkat, med 14 invånare per kvadratkilometer. Närmaste större samhälle är Inishcrone, 12,0 km sydväst om Easky. Trakten runt Easky består i huvudsak av gräsmarker.